# Dino Waldren
Pas d'image ? Cliquez ici

a Compétitions nationales et continentales officielles uniquement.

b Matchs officiels uniquement.
Dernière mise à jour le 16 avril 2020.
Dino Waldren, né le 11 juillet 1991 à Crockett (État de Californie, États-Unis), est un joueur international américain de rugby à XV. Il joue avec l'équipe des États-Unis depuis 2016 et au sein du Gold de La Nouvelle-Orléans en Major League Rugby depuis 2020, évoluant au poste de pilier (1,83 m pour 111 kg).

## Carrière

### En club
- Depuis 2017 : London Scottish

### En équipe nationale
Il a obtenu sa première cape internationale le 12 novembre 2016 à l'occasion d'un match contre l'équipe de Roumanie à Bucarest (Roumanie).

## Statistiques en équipe nationale
- 19 sélections (6 fois titulaire, 13 fois remplaçant)
- 5 points (1 essai)
- Sélections par année : 1 en 2016, 8 en 2017, 6 en 2018, 4 en 2019